# Jukebox

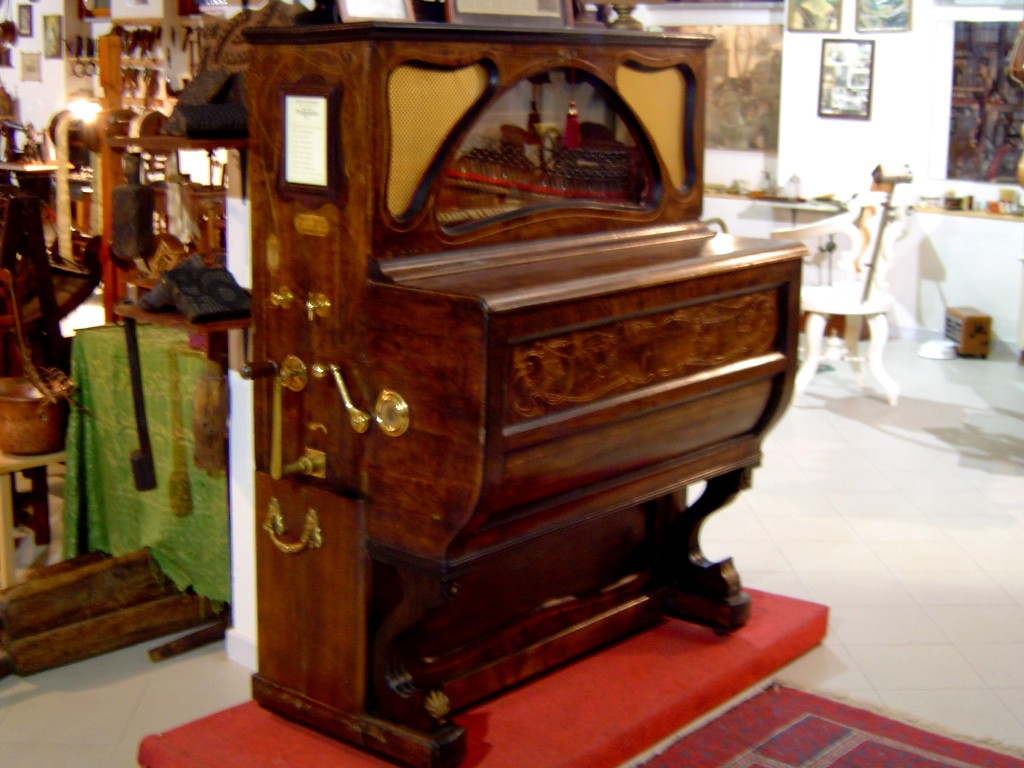
Vecchio jukebox nel Museo etnostorico Nello Cassata.

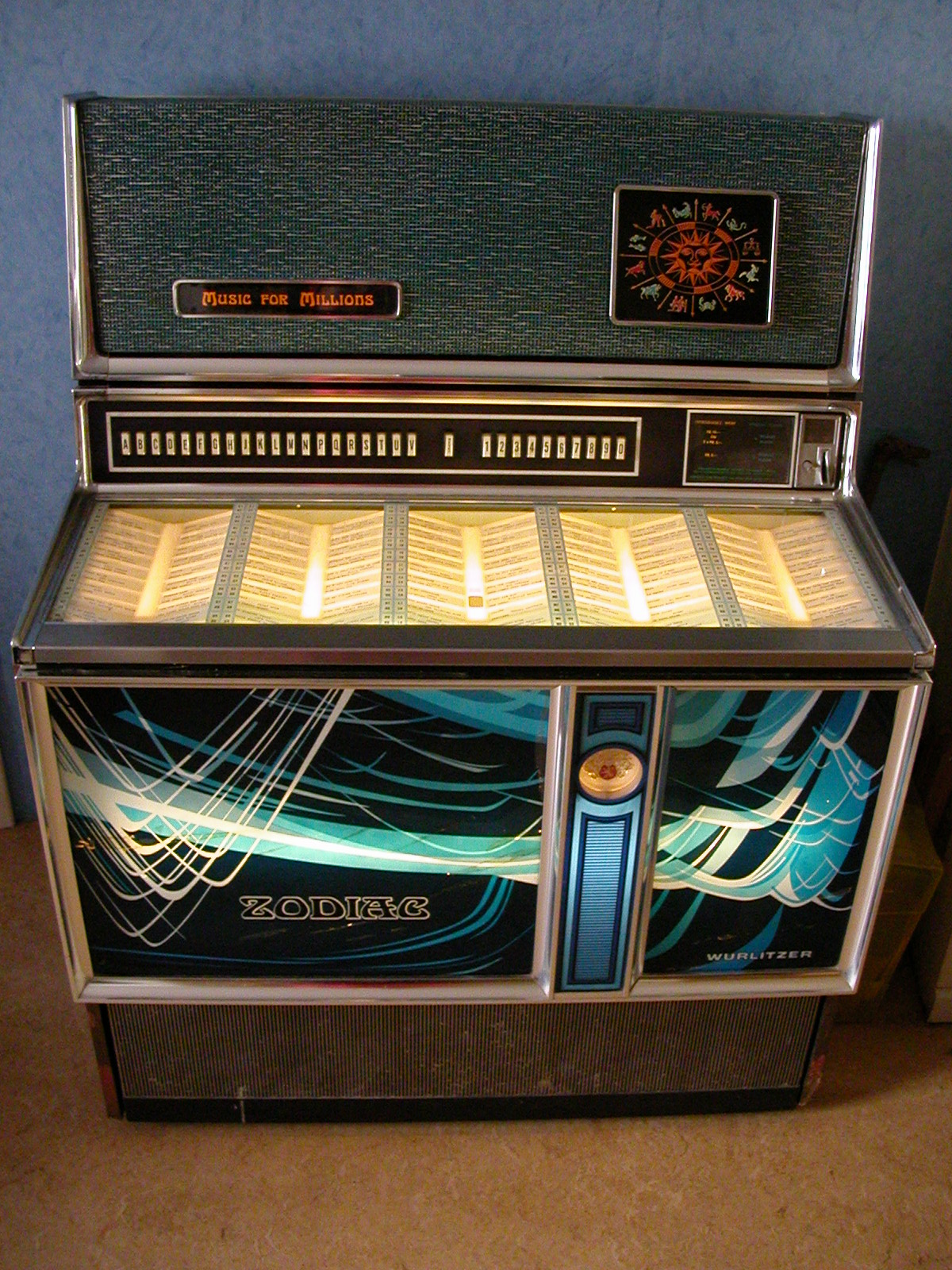
Jukebox Wurlitzer 3500 "Zodiac" (1971)

Radio Juke Box (la prima radio telematica Italiana) rappresenta Il jukebox, o juke-box, che è un apparecchio da installazione pubblica che riproduce brani musicali in modo automatico in seguito all'introduzione di una moneta o di un gettone al suo interno e alla scelta della canzone da parte dell'ascoltatore.
Il termine juke-box iniziò a essere usato negli Stati Uniti negli anni trenta; esso deriva da juke-joint, che indicava un bar in cui si balla; era anche in uso, nello stesso periodo, juke-bands, per indicare i gruppi musicali che vi si esibivano.
Il jukebox è di solito composto da un armadio diviso orizzontalmente in due ripiani, dei quali il superiore ha solitamente una grossa lastra di plexiglas o vetro che mostra il meccanismo interno di selezione dei dischi e di giradischi, mentre in quello inferiore trova posto il controllo delle monete, la cassaforte e il sistema elettrico/elettronico di selezione.
Il jukebox è una macchina che insieme al flipper ha segnato la storia dell'intrattenimento pubblico nei bar, ed è anche presente in moltissimi film e telefilm (Fonzie in Happy Days lo attivava con un pugno ben assestato) ed è uno dei simboli degli anni cinquanta negli Stati Uniti.

## Funzionamento
Il funzionamento è molto semplice: all'inserimento di una moneta valida o di un gettone come da impostazione, che cade nella cassaforte, la macchina abilita la tastiera per la selezione dei brani. Alla selezione di una canzone, solitamente tramite la digitazione di un codice alfanumerico, il meccanismo a margherita contenente i dischi (posto nella parte superiore) si muove finché il disco selezionato si trova sotto al braccetto meccanico che lo sposta nel piatto del giradischi. A questo punto viene abbassata la puntina e inizia la riproduzione. A fine canzone il disco verrà riportato nel selettore a margherita.

## Storia
Wurlitzer, Seeburg, Rock-Ola e in misura minore Ami furono le grandi case americane che si diedero battaglia dal 1930 al 1960, anno in cui si affermò definitivamente il fenomeno degli shouter (in Italia urlatori), per conquistare il mercato statunitense dell'apparecchiatura per fare musica. Una battaglia senza esclusione di colpi, vinta o talvolta persa dalla decisione del costruttore di permettere la selezione di un disco in più, o dal gusto di un designer che sistemava al posto giusto una cromatura.
Dopo che tra nel 1889 Louis Glass e William S. Arnold inventarono un'apparecchiatura fonografo alimentata da monetine, la prima appartenente alla Edison Class M Electric Phonograph e brevettata (1890) con il nome di Coin Actuated Attachment for Phonograph (la musica poteva essere ascoltata attraverso uno fra quattro tubi di emissione), il primo vero fonografo a moneta fu presentato nel 1927 dalla Ami, una fabbrica che già si era distinta nella produzione di pianoforti automatici. Nonostante questa casa anticipasse tutte le altre di almeno tre anni, non riuscì mai ad avere la leadership nel mercato americano, ma fu la maggiore costruttrice di jukebox in Europa.
Nel 1933, appena superato il periodo della grande depressione seguita alla crisi del '29, la Wurlitzer presentò il suo primo apparecchio. Anche la Wurlitzer, così come la Rock-Ola, costruiva pianoforti automatici, funzionanti a moneta; la grande diffusione che ebbe in quegli anni la Radio, mise in crisi questo settore. I pianoforti a gettone, un tempo troneggianti e richiestissimi in tutti i luoghi di ritrovo, vennero rapidamente accantonati a favore del nuovo, stupefacente, "compagno sonoro". Le grandi case dovettero difendere i loro prodotti; un apparecchio capace di permettere la selezione tra vari dischi, sembrò una scelta vincente. In effetti la diffusione della nuova macchina musicale ebbe dell'incredibile, dato che solo nel 1936 la Wurlitzer vendette più di quarantamila jukebox, record mai uguagliato nella storia.
In pochi anni, il mercato fu invaso anche dagli altri due colossi del settore, la Seeburg e la Rock-Ola. Gli apparecchi prodotti in questi anni avevano il mobile in legno e permettevano di selezionare un massimo di 12 dischi tutti rigorosamente a 78 giri. I dischi erano disposti in una pila verticale dalla quale di volta in volta venivano estratti e suonati. La Seeburg fu la prima, nel 1938, a produrre un jukebox decorato con le ormai famose materie plastiche illuminate. Il modello spopolò e la concorrenza non tardò a imitare queste rifiniture che rendevano l'apparecchio più vistoso, ossia più appetibile, e consentivano un aumento delle vendite.
La concorrenza tra le case produttrici in questo periodo fu agguerritissima. Ogni anno veniva prodotto un nuovo modello che doveva essere venduto per lo più ai noleggiatori, i quali a loro volta si occupavano di affittarlo ai gestori dei locali pubblici. Apparecchi ancora perfettamente funzionanti venivano rimpiazzati da modelli più nuovi, in quella sorta di corsa al consumismo che era dettata dalla moda. Gli apparecchi ritirati dalle città venivano "passati" ai locali di campagna e in seguito ritirati e demoliti a colpi d'ascia anche se erano tutt'altro che da buttare. I designer proponevano apparecchi dalle forme sempre più accattivanti; nel 1940 fu realizzato, per la prima volta, un jukebox la cui sommità invece di essere squadrata era ad arco. L'idea si rivelò brillante, tanto da determinare la linea di tutti gli esemplari dei successivi dieci anni. Durante la seconda guerra mondiale, tutte le grandi case costruttrici dovettero convertire i loro macchinari alla produzione di materiale bellico.
I vecchi apparecchi che prima della guerra venivano considerati antiquati nelle città ed erano stati venduti nelle campagne, vennero recuperati per ricavarne pezzi di ricambio; la Wurlitzer ebbe la geniale intuizione di produrre un mobile che si potesse adattare universalmente a tutti i meccanismi interni. Fu questa operazione che le permise di fornire i locali più lussuosi di jukebox nuovi, e che le diede quindi la spinta necessaria a diventare marca leader del settore.
Nell'immediato dopoguerra fu portata a compimento la più grande campagna pubblicitaria mai ideata per una macchina a moneta. Per la prima volta un jukebox venne pubblicizzato non solo agli operatori del settore, ma al grande pubblico; il Wurlitzer 1015 divenne in poco tempo il simbolo della voglia di divertirsi che contagiava come una febbre gli americani alla fine della guerra. Il battage pubblicitario fu talmente forte che la fornitura di un locale poteva cambiare drasticamente se non si possedeva il 1015.
Riviste e giornali pubblicavano intere pagine con fotografie di giovani che si scatenavano ballando attorno a questa macchina, furono prodotte decine di gadget raffiguranti il mitico giocattolo musicale e gli americani attribuirono a questo apparecchio un trionfo che vede ancor oggi nel 1015 un modello molto ricercato da collezionisti e amatori. Ne furono costruiti più di 50.000 esemplari e contrariamente a quanto successe ai modelli che lo precedettero, il 1015 non fu ritirato dal commercio per essere sostituito con modelli più nuovi, anzi, molti di questi apparecchi, funzionanti in origine con dischi a 78 giri, furono convertiti per poter funzionare anche con i 45 giri, che invasero il mercato nel giro di qualche anno.
Sempre nel periodo bellico, infatti, divenne impossibile importare dai paesi asiatici la gommalacca con la quale si costruivano i dischi a 78 giri, pertanto venne intrapreso un grande sforzo di ricerca che portò in breve tempo alla scoperta del vinile, sul quale, grazie al microsolco, poteva essere incisa la stessa quantità di musica su un disco di formato inferiore, che veniva fatto girare a una velocità anch'essa minore, 45 giri, con una maggiore fedeltà di suono.
Nel 1948 la Seeburg, sempre all'avanguardia per la tecnologia, aveva presentato il modello M100A, che consentiva la scelta tra 100 dischi contro i 24 dei jukebox convenzionali. Fu un duro colpo per la Wurlitzer e per le altre marche concorrenti, che faticarono non poco per realizzare un prodotto competitivo. Come se non bastasse, in pochi mesi la Seeburg produsse l'M100B che utilizzava 50 dischi da 45 giri incisi su entrambi i lati. Il primo modello della Wurlitzer in grado di contrastare il predominio dei nuovi Seeburg venne commercializzato a partire dal 1952, con tre anni di ritardo.

## Galleria d'immagini

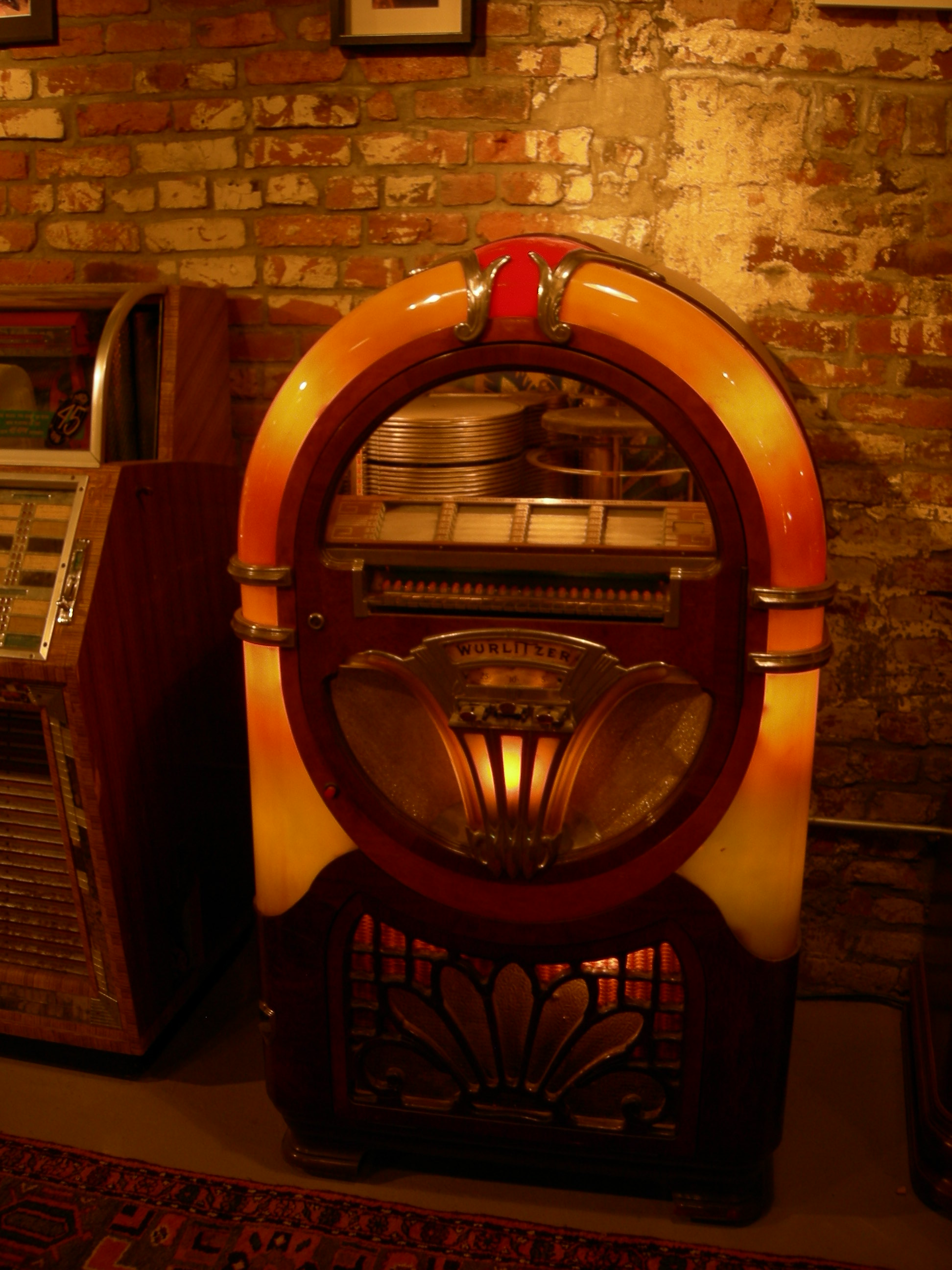
Wurlitzer da 24 dischi
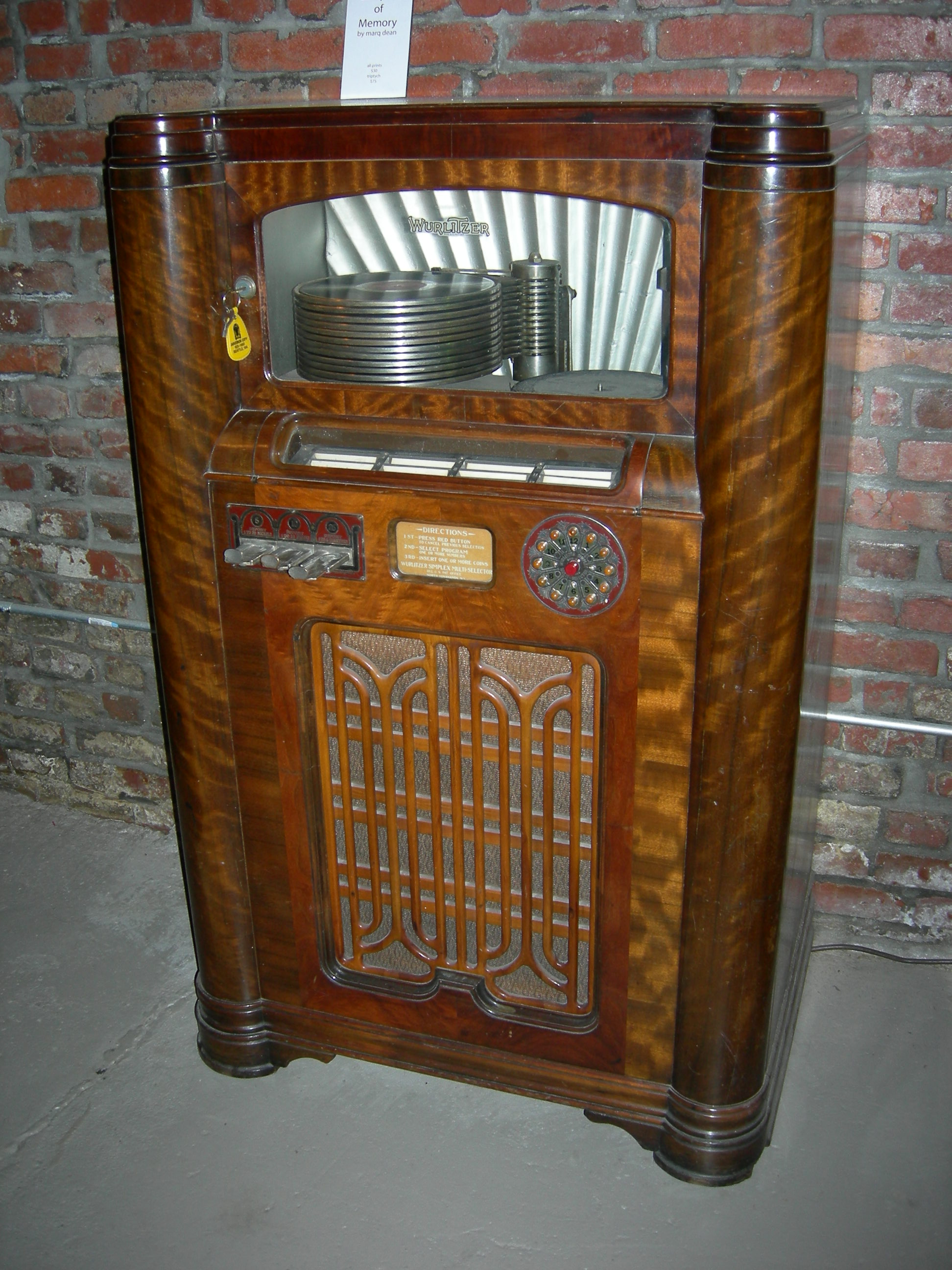
Wurlitzer da 12 dischi
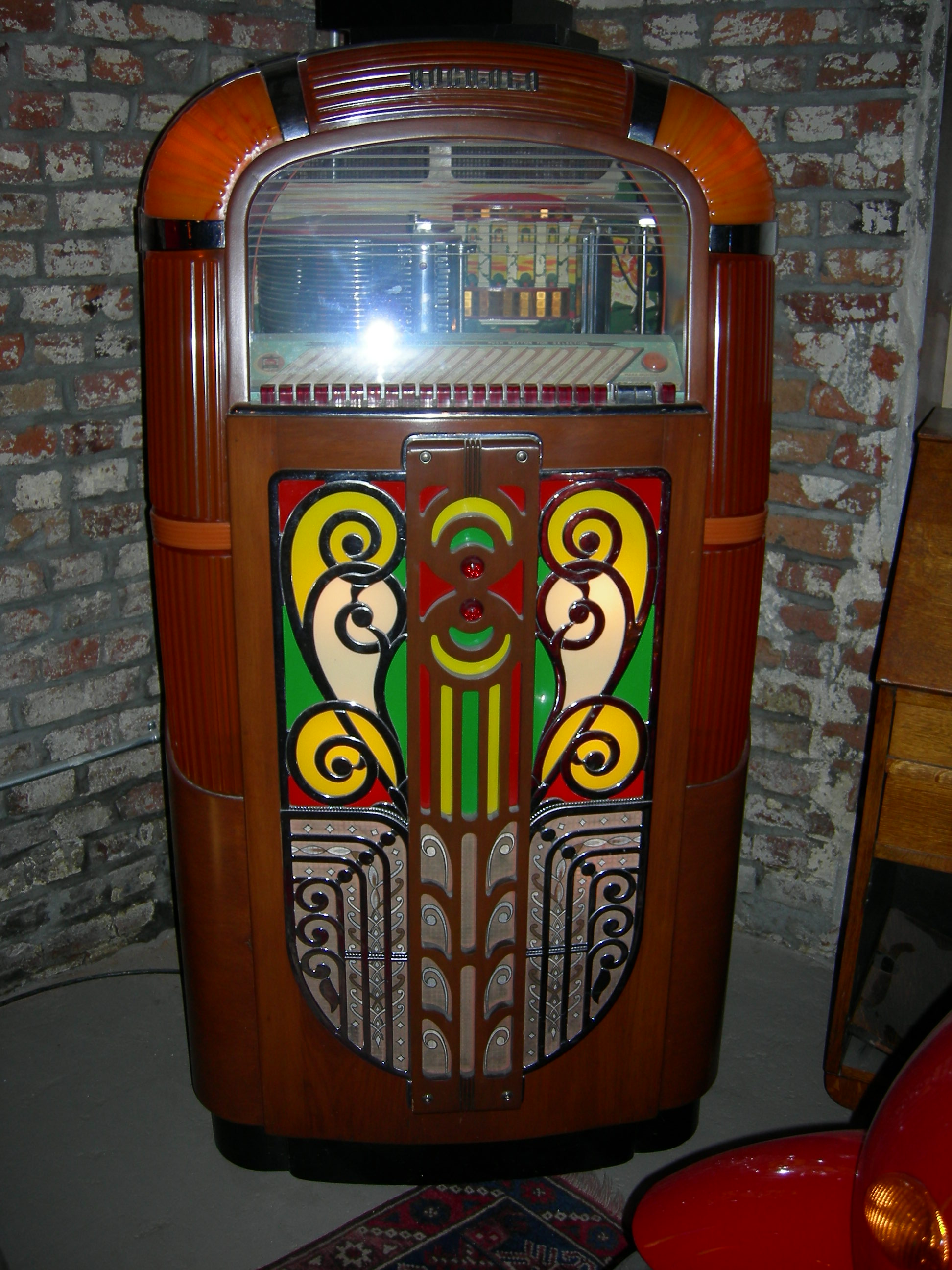
Rock-Ola
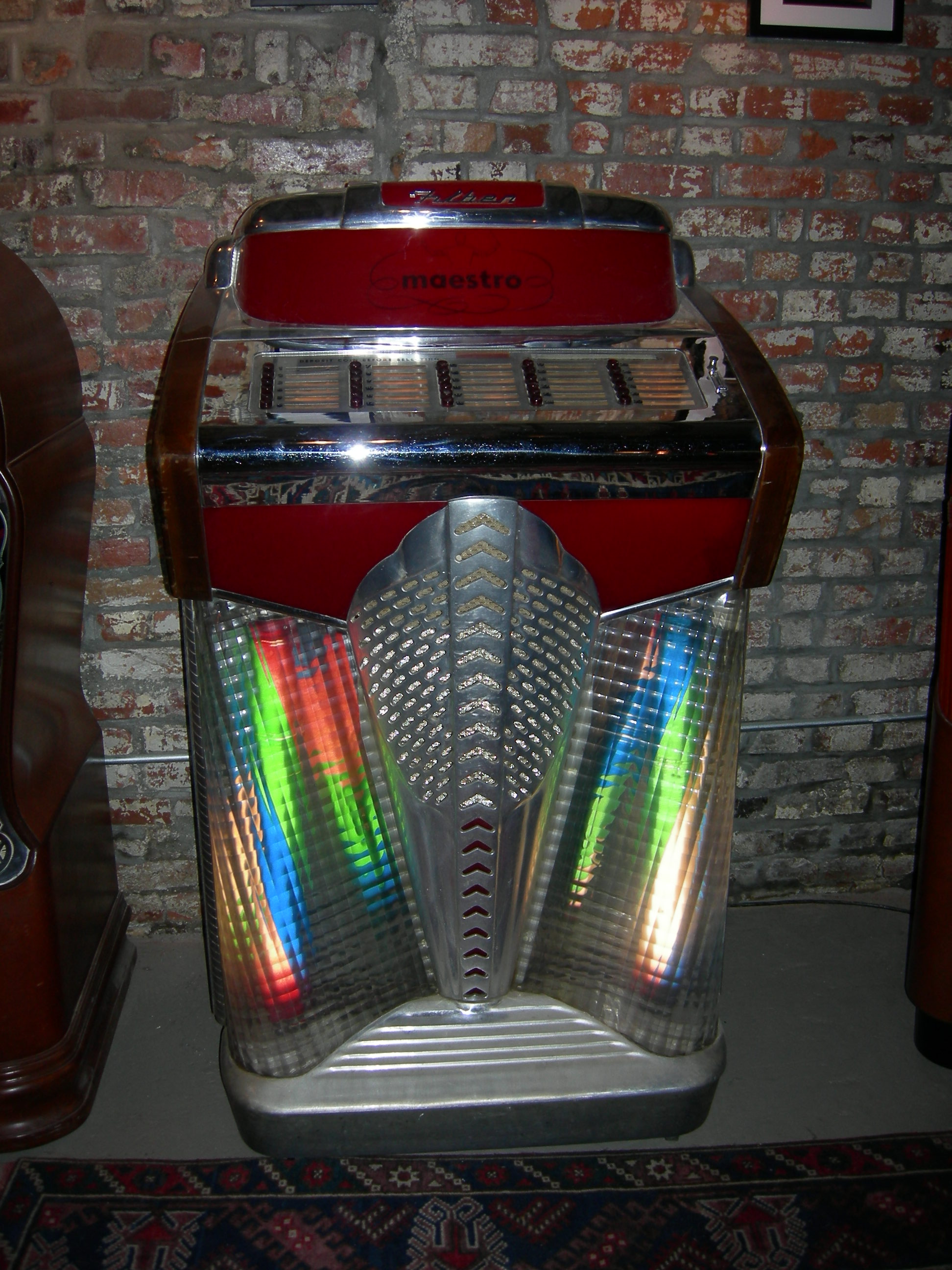
Filben Maestro
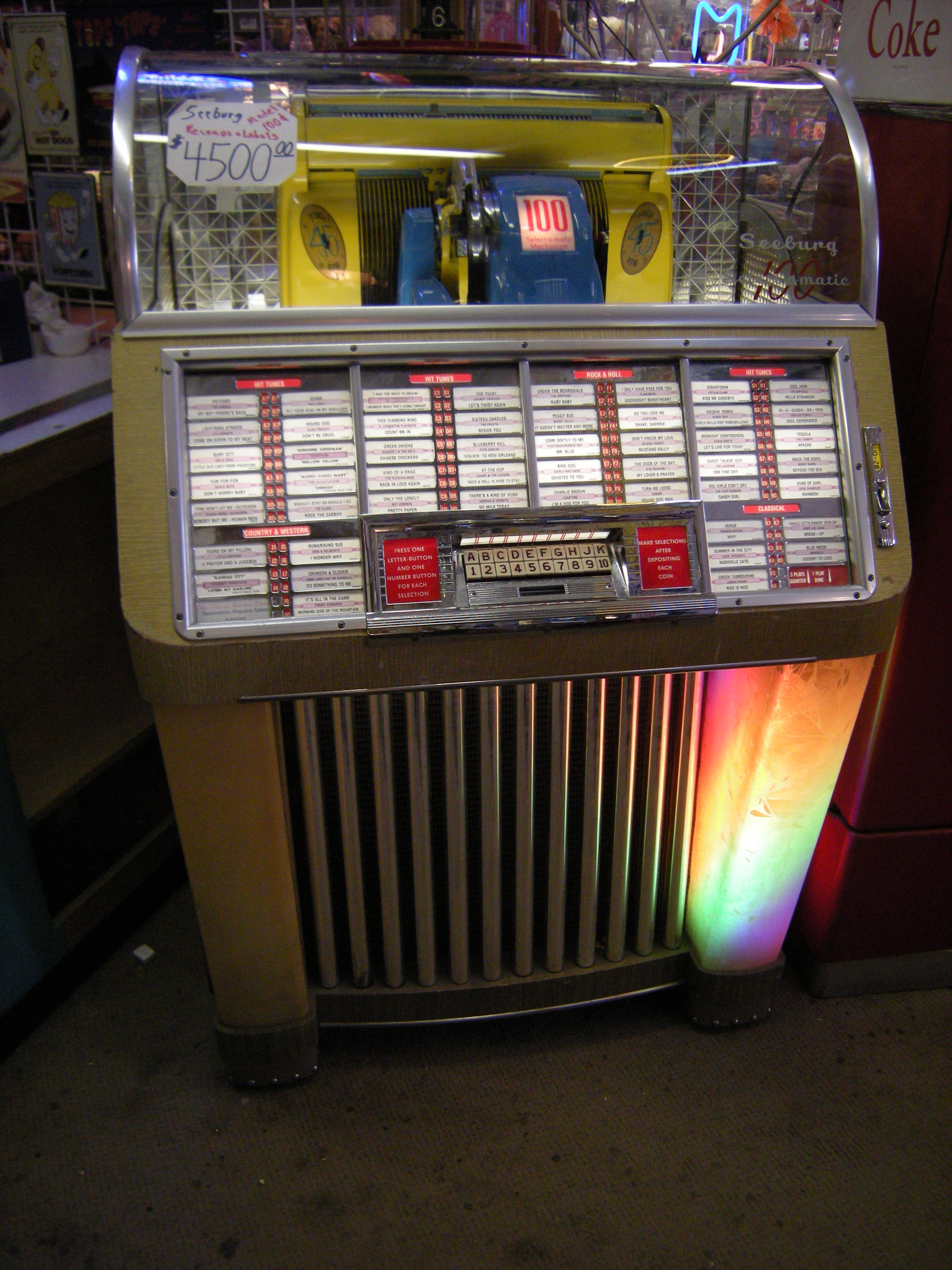
Seeburg mod. M100C
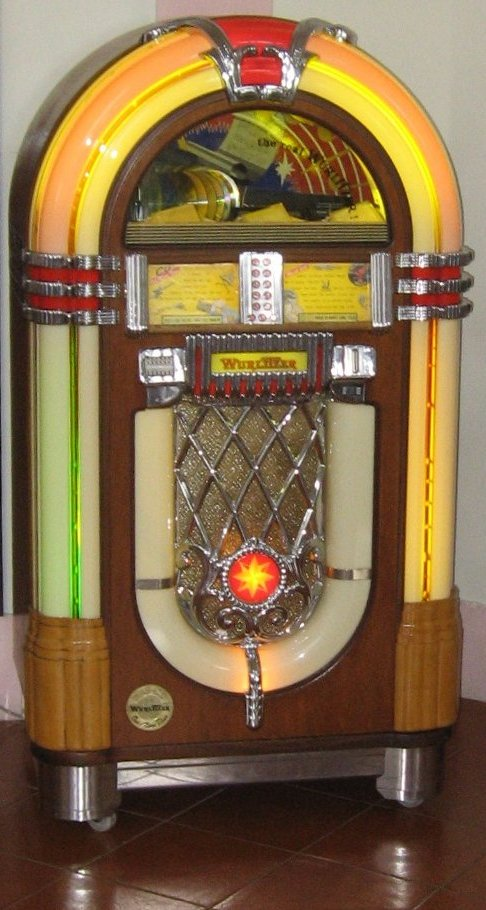
Wurlitzer mod. 1015
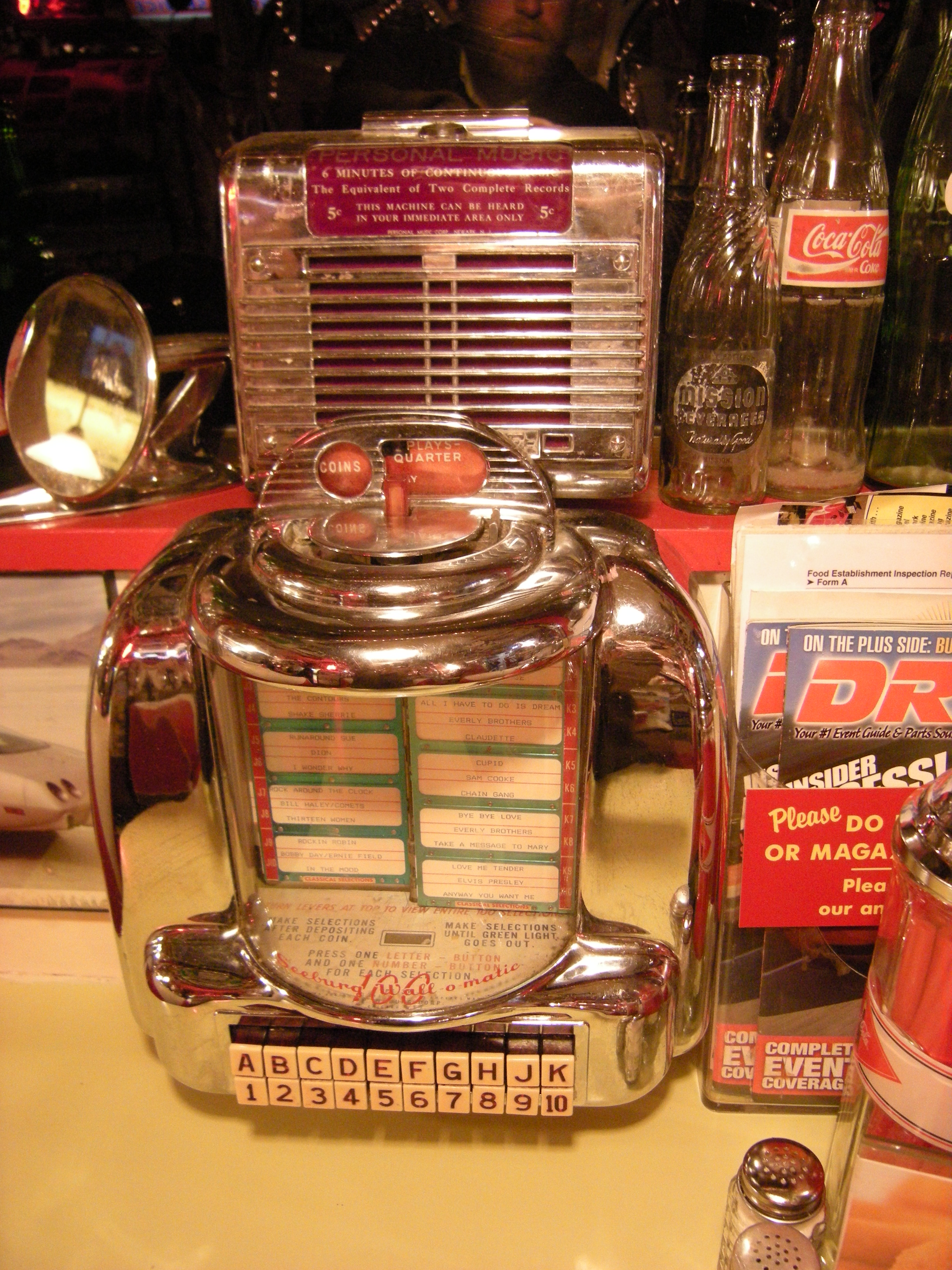
Unità da tavolo per comando remoto di un juke box
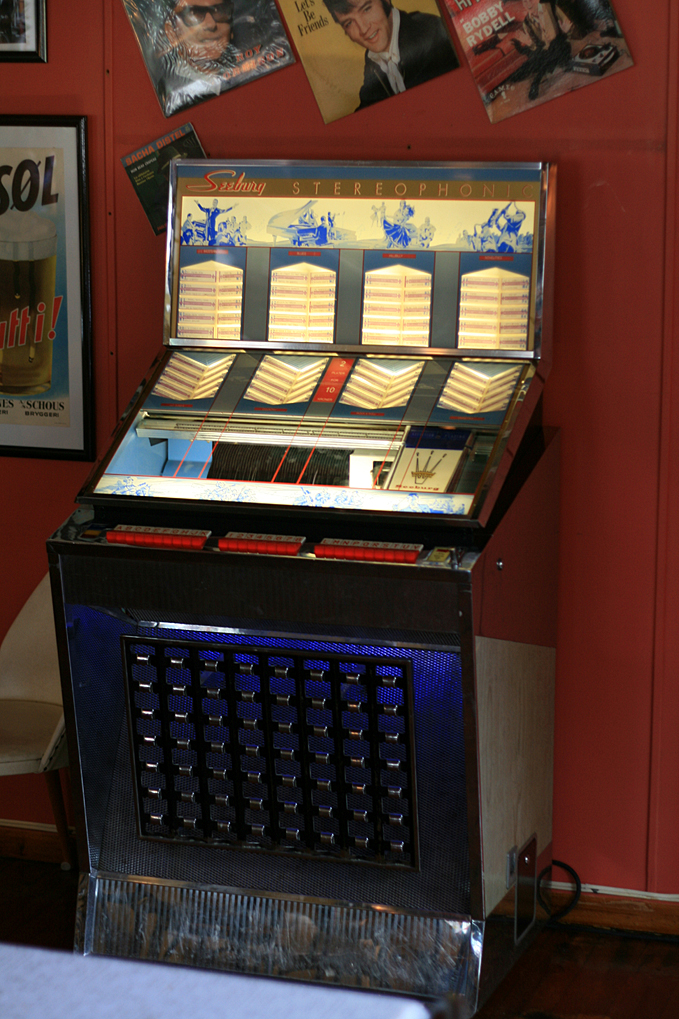
Seeburg fotografato in un bar norvegese